# Donkey Rollers
Donkey Rollers est un groupe de hardstyle néerlandais. Il comprend des acteurs importants de la scène dont DJ Zany (Raoul van Grinsven), MC DV8 (Peter Aldenzee) et Jowan (Johan van Korven). En studio, le trio est accompagné de Michel Pollen et Raoul à la production.

## Biographie
Le groupe est formé le 2 février 2002, par Raoul van Grinsven (DJ Zany), Peter Aldenzee (MC DV8), et Johan van Korven. Cette même année, le groupe lance son premier EP intitulé Motherfuck à son propre label indépendant, Fusion Records. 
En 2014, ils participent au festival Defqon.1 à Sydney, en Australie, événement durant lequel la police locale a appréhendé 83 individus en possession de drogues.
Au début de 2017, le groupe publie son premier album studio, et double album, intitulé 15 Years of Hardstyle, qui retrace les quinze ans d'existence du groupe. Toujours en 2017, le groupe participe au CRAFT Festival avec notamment Noisecontrollers, Angerfist et D-Block & S-Te-Fan. La même année, ils participent au Defqon.1 et au A Summer Story Festival.

## Discographie

### Album studio
- 2017 : 15 Years of Hardstyle (double album)

### EP et singles
- 2002 : Motherfuck (Fusion Records)
- 2002 : Strike Again (Fusion Records)
- 2003 : The Sound of the Beast (Fusion Records)
- 2003 : Evil / Ruff (Fusion Records)
- 2004 : Hardstyle Rockers E.P. (Part 1) (Fusion Records)
- 2004 : Hardstyle Rockers E.P. (Part 2) (Fusion Records)
- 2005 : Immeasurably / Revolutions (Fusion Records)
- 2005 : No One Can Stop Us / Followers (Fusion Records)
- 2005 : Silver Bullet / We Are 1 (Fusion Records)
- 2006 : The Fusion of Sound / No One Can Stop Us (Showtek Kwartjes Mix) (Fusion Records)
- 2007 : Atrocity / Chopper (Fusion Records)
- 2007 : The Last City on Earth (In Qontrol Anthem 2008) (Q-Dance)
- 2008 : Voice of Conscience / LMPSJNK (Fusion Records)
- 2008 : Innocent / Metro / Justice For All / Overcome (Fusion Records)
- 2009 : 2012 / Chaos / Immortal (Fusion Records)
- 2010 : Hoodoo Voodoo / Sleeping Souls (Fusion Records)
- 2012 : Total Domination / Not Afraid (Fusion Records)
- 2013 : The Million Gods (Fusion Records)
- 2013 : Der RammMachine (Fusion Records)
- 2014 : Vitruvius (avec B-Front) (Fusion Records)
- 2014 : Dream Machine (Official Dream Village 2014 Anthem) (Fusion Records)
- 2014 : So You Wanna Be Hardcore (Fusion Records)